# Castlemaine XXXX
Castlemaine XXXX ist der Name einer australischen Biersorte der Castlemaine Perkins Brewery, Brisbane, Queensland. Gebraut wird es in Milton; es erfreut sich in Queensland großer Beliebtheit und wird dort in Pubs und Bars ausgeschenkt.

## Geschichte

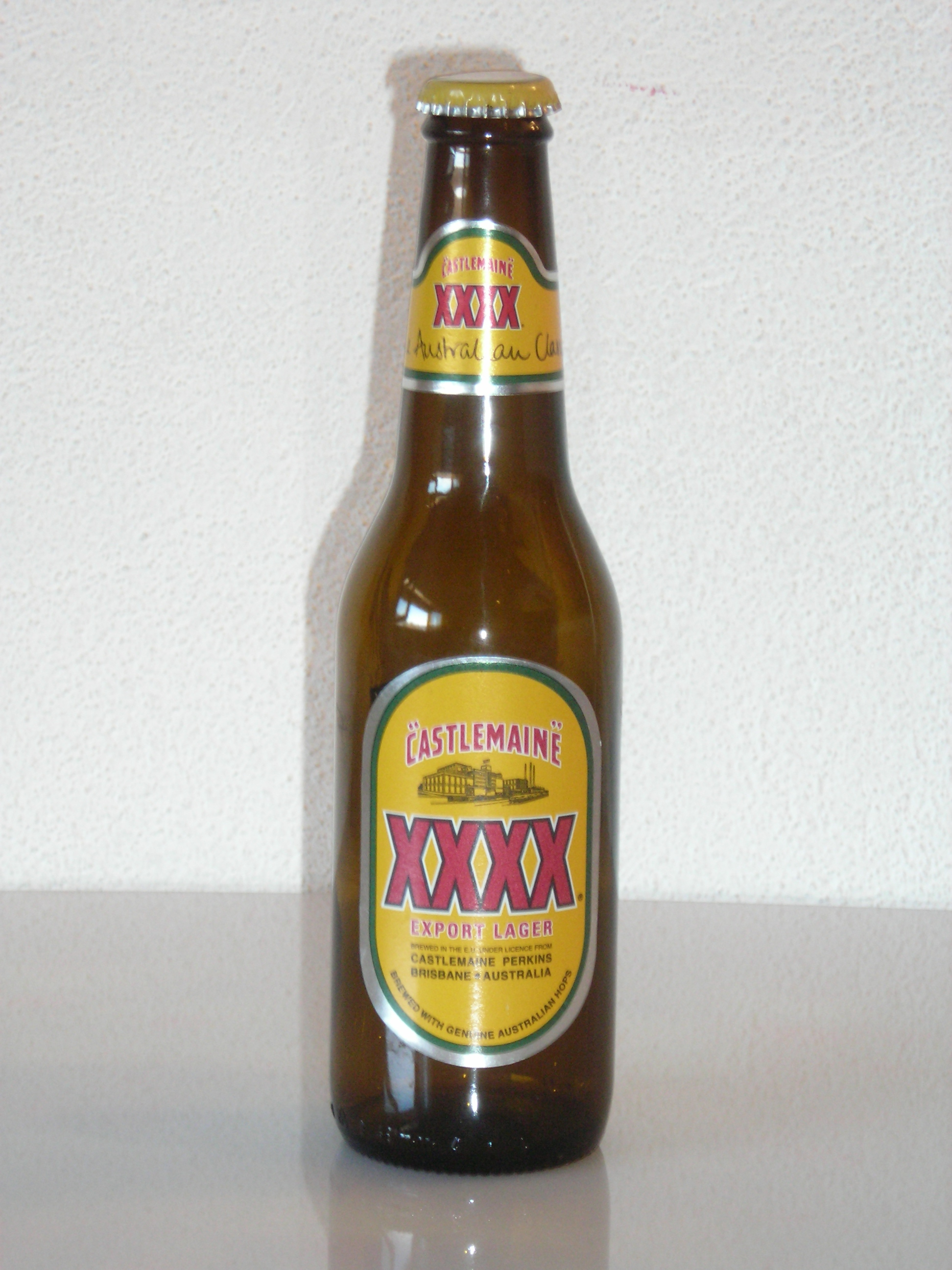
XXXX Flasche

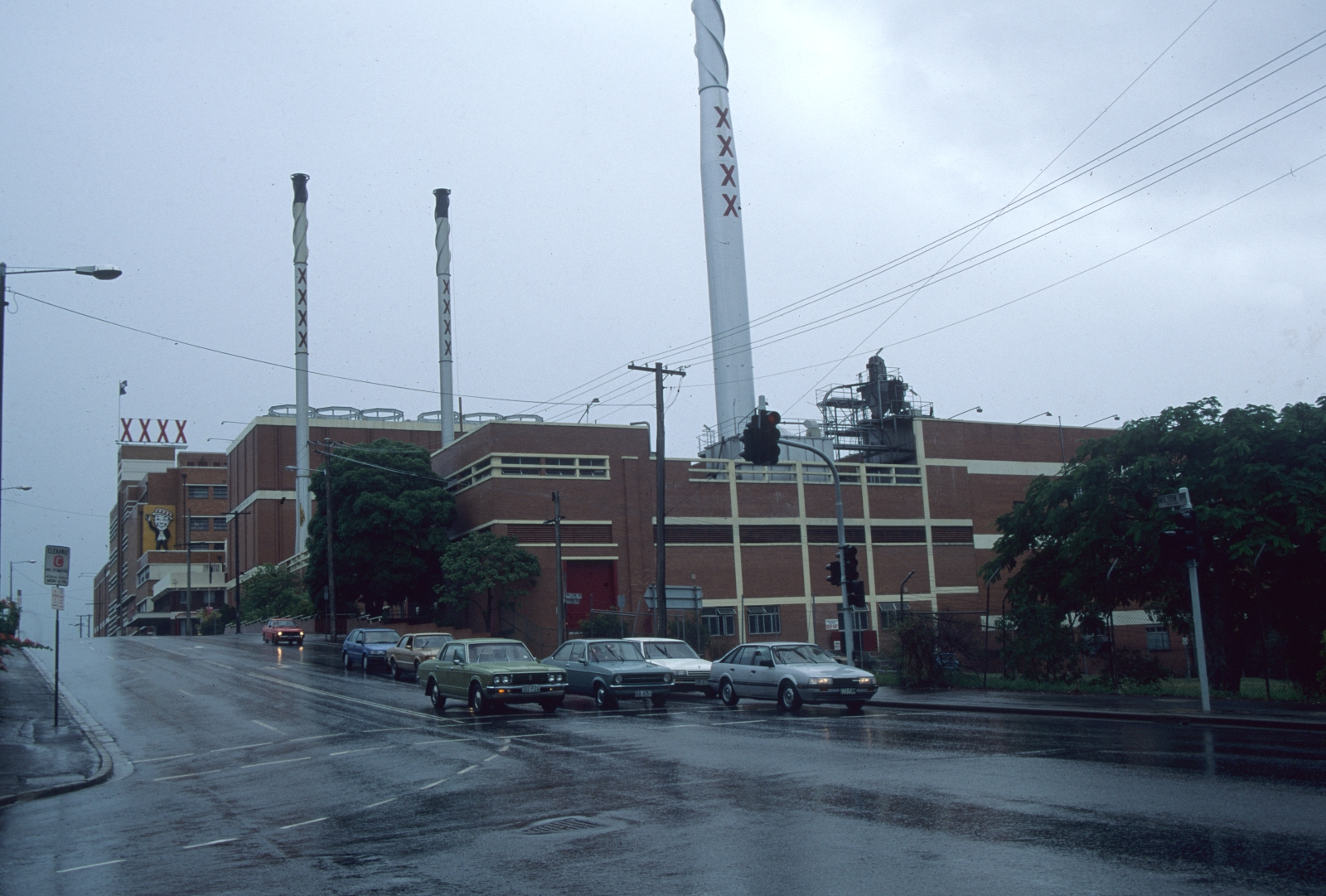
XXXX Brauerei in Brisbane

XXXX wurde 1924 auf den Markt gebracht, damals noch von der Castlemaine Brauerei, die  später zu Castlemaine Perkins wurde. Seit der Einführung wird XXXX in der Castlemaine Perkins Brauerei in Milton gebraut und ebenfalls seit Beginn zeigt das Label eine künstlerisch gestaltete Skizze des Brauhauses. In den 1950er Jahren schließlich wurde die auffällige „XXXX“ Leuchtreklame auf dem Brauhaus errichtet.

## Name

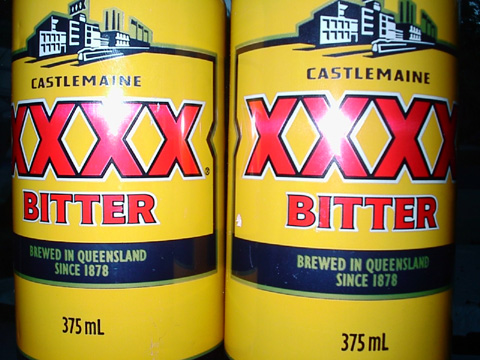
XXXX in Dosen

Der Name geht auf die lange Tradition zurück, die Stärke eines Bieres durch „X“ anzugeben. Direkter lässt er sich auf das 1878 eingeführte XXX Sparkling Ale zurückführen.
Heute wird er im Zusammenhang mit XXXX Bitter, XXXX Gold, XXXX Draught/Original Draught, XXXX Light Bitter (Lager), XXXX DL (Diet Lager) und Sovereign (Lager) verwendet. Frühere Biere, die heutzutage nicht mehr im Handel sind, beinhalten Thirsty Dog (Weizenbier) und XXX Sparkling Ale, das nur noch in der dem Brauhaus angeschlossenen Schenke vertrieben wird.

## Verbreitung und Akzeptanz

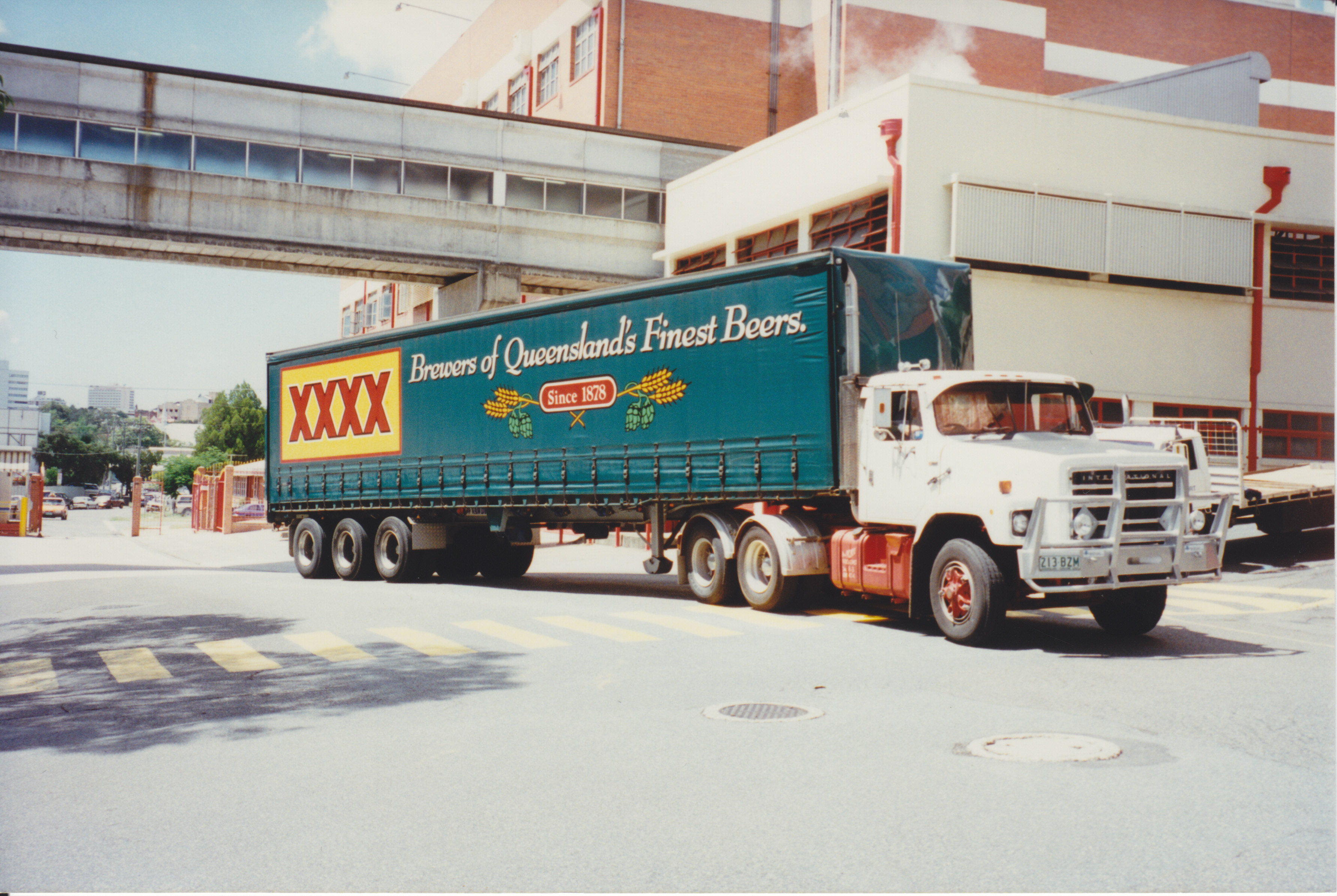
LKW der Brauerei in Milton

XXXX ist das in Queensland am weitesten verbreitete Bier, auch wenn andere Biersorten wie Victoria Bitter und Tooheys sich auch großer Beliebtheit erfreuen. Außerhalb Queenslands ist das Bier weniger verbreitet, was häufiger zu Witzen bezüglich des Namens führt, so etwa „Es wurde XXXX genannt, weil man Shit nicht auf ein Bierlabel drucken kann.“ Eine andere Geschichte erklärt den Namen XXXX damit, dass die Queenslander Beer nicht buchstabieren konnten.
Außerhalb Australiens, z. B. in Großbritannien konkurriert XXXX häufig mit Foster's.
Das außerhalb Australiens bekannteste XXXX ist wohl das XXXX Export Lager mit einem Alkoholgehalt von 4,8 Vol.-%. Es wird als sanft, aber wohlschmeckend beschrieben (mit einem deutlichen bitteren Nachgeschmack).
XXXX wird in Großbritannien von Inbev Ltd. unter Lizenz gebraut und ist zumindest in Großbritannien weit verbreitet in Dosen erhältlich. Zum Teil wird es auch in Pubs ausgeschenkt, obwohl es nicht annähernd so verbreitet ist wie Foster's. Mit 4 Vol.-% Alkoholgehalt ist es nicht so stark, wie die meisten der australischen Varianten.
XXXX Gold wird seit 1991 vertrieben und hat sich mittlerweile auf Platz 3 der beliebtesten Biere in Australien geschoben.

## Werbung, Wiedererkennungswert, Verkaufsformate
Das Maskottchen von XXXX ist „Mr. Fourex“. Er ist ein gemütlicher Zeichentrick-Mann mit Mantel und Hut, der seine Auftritte in Milton in der Gegend der XXXX Brauerei hat. Er soll in naher Zukunft wieder eingeführt werden, nachdem er 1967 von der Bildfläche verschwand. Mr. Fourex wurde einem Herrn namens „Paddy Fitzgerald“ nachempfunden.
Wie üblich werden die meisten Biere unter dem XXXX-Label in Australien in 375-ml-Dosen, volksmundig als „tinnies“ bezeichnet, 375-ml-Flaschen, den „stubbies“, 750-ml-Flaschen, „tallies oder longnecks“ genannt, oder 250-ml-Flaschen, den „throwdowns“, verkauft. Der Verschluss der Flaschen sieht aus wie ein Kronenkorken, lässt sich aber auch durch Drehen öffnen.
In Queensland wird in so gut wie jedem Pub, in Australien Hotel genannt, XXXX vom Fass, als „draught“, angeboten. In anderen Staaten ist dies eher die Ausnahme.
Im „Breakfast Creek Hotel“ in Newstead, Brisbane wird es immer noch aus Holzfässern gezapft. Dieses Bier wird nicht pasteurisiert und sein Geschmack wird als frischer und sanfter als das der „normalen“ Fassvariante beschrieben.

## Sonstiges
Der englische Fantasy-Schriftsteller Terry Pratchett erfand in seinen Scheibenwelt-Romanen einen Kontinent, der Australien sehr ähnelt, und nannte diesen XXXX.